# Vitellariopsis kirkii
Espèce
Classification phylogénétique
Statut de conservation UICN

 VU(needs updating) B1+2b : Vulnérable
Vitellariopsis kirkii est une espèce de plantes à fleurs de la famille des Sapotaceae. C'est un arbuste présent au Kenya et en Tanzanie.

## Répartition
Endémique aux forêts sèches côtières du sud-est du Kenya et de l'est de la Tanzanie.

## Conservation
Menacé par la déforestation. Cette espèce ne subsiste plus qu'en quelques localités disjointes.